# 玉山県 (遼寧省)
玉山県（ぎょくざん-けん）は中華人民共和国遼寧省にかつて存在した県。現在の開原市一帯に相当する。
金代の1198年（承安3年）に設置され、1214年（貞祐2年）に廃止された。